# Bathypallenopsis guineensis
Bathypallenopsis guineensis is een zeespin uit de familie Pallenopsidae. De soort behoort tot het geslacht Bathypallenopsis. Bathypallenopsis guineensis werd in 1975 voor het eerst wetenschappelijk beschreven door Stock. 